# 托什基夫卡
48°46′47″N 38°33′32″E / 48.77972°N 38.55889°E

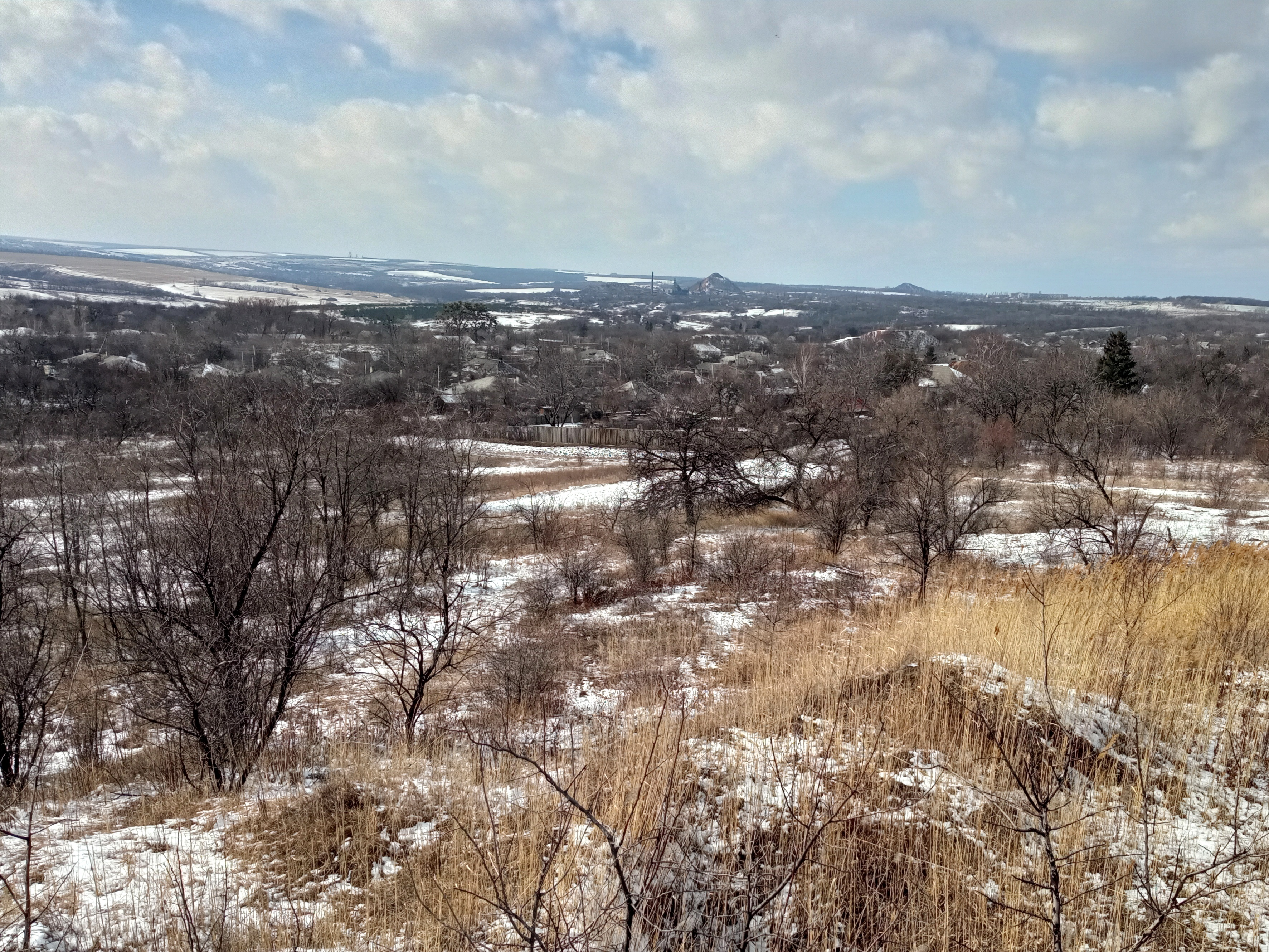
风景

托什基夫卡是位於烏克蘭東部的市級鎮，由盧甘斯克州北顿涅茨克区的希爾斯凱市鎮負責管轄。該鎮距離五一城25公里，始建於1871年，面積10.61平方公里，2011年人口4,406，人口密度每平方公里415.27人。
2022年顿巴斯战役期間被俄羅斯佔領。